# راچستر (میشیگان)
راچستر، میشیگان (به انگلیسی: Rochester, Michigan) یک شهر در ایالات متحده آمریکا با جمعیت ۱۲٬۷۱۱ نفر است که در میشیگان واقع شده‌است.